# Gryonoides fuscoclavatus
Gryonoides fuscoclavatus (лат.) — вид наездников-сцелионид рода Gryonoides из подсемейства Teleasinae. Южная Америка.

## Распространение
Неотропика: Южная Америка.

## Описание
Мелкие перепончатокрылые насекомые: длина тела 2—3 мм. Gryonoides fuscoclavatus наиболее похож на G. flaviclavus, поскольку у этих видов нет темно-коричневых или чёрных апикальных члеников жгутика и центрального киля. Усики G. flaviclavus исключительно желтые (у G. fuscoclavatus дистально постепенно темнеющая булава, от желтой проксимально до светло-коричневой дистально); базальные бороздки на Т3 у G. flaviclavus не доходят до поперечной срединной линии тергита (у G. fuscoclavatus борозды, возникающие из базальных борозд, превышают средний уровень тергита сзади), а вершина позади латеральных глазков с редкой волосистостью у G. flaviclavus (ворсистость темени более густая у G. fuscoclavatus по сравнению с G. flaviclavus). Предположительно, как и близкие группы, паразитоиды яиц жужелиц. Вид был впервые описан в 2021 году канадским гименоптерологом Любомиром Маснером и американским энтомологом István Mikó.